# 隐娘
《隱娘》（英語：The Assassin），待播的中國大陸古裝劇。由戚其義執導，秦嵐、鄭業成、胡連馨領銜主演，杜淳特別主演，譚俊彥、天愛、孫千嵐主演，楊謹華、黃智雯、羅嘉良、翁虹特別演出，晉松特邀演出。2022年3月8日於橫店影視城举行开机仪式，6月5日全劇殺青。該劇以中唐為背景，讲述安史之乱后，唐朝局势变幻莫测，在亂世之中“隱娘”巾帼不让须眉，在神秘刺客組織白玉京中經歷的愛恨情仇、守護天下蒼生，于各方势力割据之下，挺身而出从中斡旋，最终为保护天下苍生而战。

## 简介
周旋于波谲云诡的中唐时局的故事。安史之乱后，守护皇城的青翊府与江湖秘境联手铲除朝廷隐患，神秘组织白玉京应运而生，白玉京培养出的女性刺客被称为“隐娘”，在纷乱的时局下，这些女性经历爱恨生死，以自己血泪为大唐出战。

## 剧情介绍
安史之乱后，中唐尚未平息，各方军镇图谋割据称霸，守护皇城的神策军要与江湖秘境联手谋逆诛杀枭雄，专司刺杀并训练女刺客的组织白玉京应运而生，对外，它是收容无家可归女子的慈悲之所，在内，则是训练女性刺客的深山秘境、残酷修罗场，这些刺客或隐没于市井之间，或蛰伏于朱门之内，以“隐娘”之名伺机而发。乱世之中，女子命运宛如脉脉飞絮，她们在白玉京经历生死、爱恨、背叛的淬炼，欲挣脱宿命牢笼不得，未料竟卷入一场逐渐成形的惊天阴谋，为护天下苍生，她们最终拔剑而战......

出生地下城的食腐者越流沙是白玉京绝顶杀手，爱恋白玉京外观寄宿的少年朱镜，直想要摆脱刺客生涯，却一次次卷入难以脱身的危机，朱镜在这过程中不幸身亡。

为复仇，越流沙与新入局的世家“千金”崔冰心联手。崔冰心被白玉京幕后主使凝碧夫人识破男儿真身后，他将计就计，一夕征服了凝碧夫人，并掌握了“白玉京第一”宁静海的玄密，四位隐娘的命运开始碰撞交织，当他们决定联手为自己的命运而战时，却发现朱镜的真实身份难辨，背后隐系着长安城的安危，可触发第二次安史之乱......

## 播出平台
| 頻道   | 所在地   | 播出日期 | 播出時間   | 备注 |
| 優酷   | 中国大陆 |          |            |      |
| 翡翠台 | 香港     |          | 粵語配音版 |      |

## 演員列表

### 領銜主演
| 演員   | 角色   | 介紹 |
| 秦嵐   | 寧靜海 | 隱娘之首 白玉京第一隐娘 / 白玉京第一殺手 天下第一女杀手，为人至情至性，柔美又不失刚强，在暗流涌动的时代背景下，酣畅淋漓、为情、为义勇敢而战，书写出一段酣畅淋漓的传奇故事。 |
| 鄭業成 | 朱鏡   | 盛世隐秘，翩翩少年，出身显赫，温润如玉、文弱风雅、澄澈通达的贵公子。 |
| 鄭業成 | 鏡真   | 为人狂放不羁、勇猛沉稳，亦是超凡脱俗，落魄逃亡、阅尽世情饱览众生的行脚僧。                                                                                                  |
| 胡連馨 | 越流沙 | 白玉京隐娘 绝顶杀手，为人艳若桃李、冷若冰霜，出生地下城的食腐者越流沙便是白玉京绝顶杀手，越流沙为了朱镜之死报仇开启复仇之路。                                               |

### 其他主演
| 演員   | 角色   | 介紹                                |
| 杜淳   | 靳紹殷 | 冀博節度使 为人渊谋远略、风姿卓然   |
| 譚俊彥 | 昆塵   | 白玉京總教頭 武艺卓群，为人沉实渊默 |
| 天愛   | 秦萱   | 蓬莱观药师 为人恬静温婉、至真至纯   |
| 孫千嵐 | 崔冰心 |                                     |

### 特别演出
| 演員   | 角色     | 介紹                                  |
| 楊謹華 | 凝碧夫人 | 白玉京幕後主事                        |
| 黃智雯 | 遲若卿   | 白玉京外觀主持 為人心思如絲、玲瓏剔透 |
| 羅嘉良 | 蕭遠道   | 淥州節度使 为人奇谋诡智，威风八面     |
| 翁虹   | 蕭夫人   |                                       |
| 吳靜怡 | 郭淼     |                                       |
| 晉松   | 黃果     | 威虎大将军                            |
| 王志飛 | 寧父     |                                       |

## 製作團隊
- 總製片人：李捷文
- 導演：戚其義
- 編劇：趙言
- 製片人：王雲卿
- 聯合導演：蔡國泰
- 攝影指導：伍文拯
- 武術指導：鄧瑞華
- 造型設計：楊樹棟、紀偉華
- 美術總監：劉京平
- 服裝設計：陳詩宇

## 制作与宣传
- 2022年2月16日：於吉林長白山首日拍摄。[3]
- 2022年3月8日：於横店影視城舉行開機拜神儀式，黄智雯及楊謹華因為隔離中而不能出席。
- 2022年5月18日：杜淳殺青。
- 2022年5月20日：黃智雯因要回香港參加《第三十屆香港舞台劇頒獎典禮》與繼續拍攝尚未完成的香港TVB劇集《隱門》而提早殺青。
- 2022年5月22日：秦嵐殺青。
- 2022年5月25日：鄭業成殺青。
- 2022年5月30日：譚俊彦因要回香港宣傳TVB劇集《十八年後的終極告白2.0》而提早殺青。
- 2022年6月5日：楊謹華及其他演員於横店影視城全劇殺青。
- 2022年6月6日：進入後期制作階段[4]。

## 記事
當中有港台演員因幫戚其義監製而特地返大陸工作，當中演出包括：
- 香港演員：譚俊彥、黃智雯、羅嘉良、翁虹。
- 台灣演員：楊謹華。